# لئونید آلفونسوویچ اوستروفسکی
لئونید آلفونسوویچ اوستروفسکی (روسی: Леонид Альфонсович Островский؛ ۱۷ ژانویهٔ ۱۹۳۶ – ۱۷ آوریل ۲۰۰۱) بازیکن و مربی فوتبال اهل اتحاد جماهیر شوروی سوسیالیستی بود.
از باشگاه‌هایی که در آن بازی کرده‌است می‌توان به باشگاه فوتبال ماشوک-کی‌ام‌وی پیتیگورسک، باشگاه فوتبال دینامو کی‌یف، و باشگاه فوتبال تورپدو مسکو اشاره کرد.
وی همچنین در تیم ملی فوتبال شوروی بازی کرده‌است.